# Internationales Hubschrauberausbildungszentrum
O Centro Internacional de Treinamento em Helicópteros ou Internationales Hubschrauberausbildungszentrum (IntHubschrAusbZ) em Bückeburg (aeródromo de Bückeburg) foi reorganizado em 1 de julho de 2015 de partes da Escola de Aviação do Exército (Heeresfliegerwaffenschule). É uma das instalações de treinamento do Exército e é responsável pelo treinamento da liderança e do pessoal da aviação da Tropa de Aviação do Exército Alemão, bem como pelo treinamento básico de voo dos pilotos de helicóptero de todos os ramos das forças armadas. O centro de treinamento está subordinado ao Comando de Treinamento do Exército.
A Escola de Aviação do Exército foi fundada em 1 de julho de 1959 e sediada em Mendig antes de ser transferida em 12 de janeiro de 1960 para sua atual localização na Base Aérea de Bückeburg, utilizando as instalações da RAF Base Bückeburg, construída pela Royal Air Force em 1946 e fechada em em meados da década de 1950.
Em outubro de 2011, o Ministério da Defesa Federal da Alemanha anunciou uma reorganização / redução das Forças Armadas Alemãs. Devido à redução de unidades de helicópteros no Exército alemão, algumas das quais foram desativadas, enquanto outras serão transferidas para a Força Aérea Alemã e também à luz do caráter internacional já existente do treinamento de pilotos de helicóptero, a Escola de Aviação do Exército ( Heeresfliegerwaffenschule ) foi renomeada para Internationales Hubschrauberausbildungszentrum . O treinamento de pilotos de helicóptero dos outros componentes das Forças Armadas Alemãs (Força Aérea e Marinha ) em Bückeburg começou em 2011.

## História
A Escola de Armas de Aviação do Exército foi criada em Niedermendig em 1959 e mudou-se para Bückeburg em janeiro de 1960 nas instalações da Jägerkaserne e na Base Aérea do Exército Achum Bückeburg. Além do treinamento militar e técnico geral, o conteúdo do treinamento também inclui treinamento em aviação para pilotos do exército.
Em 1998, Le Luc (França) foi adicionado como outro local, e em 2002, Celle (Army Aviation Trials 910). As forças armadas alemã e francesa mantêm em conjunto o Centro de Treinamento de Aviação do Exército Alemão-Francês TIGER (Deutsch-Französische Heeresfliegerausbildungszentrum Tiger DEU / FRA HFlgAusbZ Tiger), em francês École franco-allemande de formation des équipages Tigre, desde 2003 para treinar o helicóptero Eurocopter Tiger em Le Cannet-des-Maures (França).
Com a criação do Centro Internacional de Treinamento em Helicópteros (Internationales Hubschrauberausbildungszentrum) em 1º de julho de 2015, a responsabilidade pelo treinamento técnico de aeronaves relacionadas ao sistema de armas dos helicópteros NH90 e Eurocopter Tiger mudou da Força Aérea para o Exército. Os componentes NH90 do Centro de Treinamento Técnico da Força Aérea e a parte alemã da instalação de treinamento alemão-francesa Tiger em Faßberg foram atribuídas ao Centro Internacional de Treinamento de Helicóptero. Ao mesmo tempo, a oficina de treinamento do Exército em Bückeburg passou a ser subordinada ao Centro.

## Missão
O Centro Internacional de Treinamento de Helicópteros é o centro de treinamento central das Bundeswehr para o Exército Alemão encarregado do treinamento básico de pilotos de helicóptero para o Exército, Força Aérea e Marinha alemães bem como treinamento relacionado ao sistema de armas em aviação e tecnologia de aeronaves baseado nos novos sistemas de armas do exército, o helicóptero de transporte tático NH90 (TTH) e o helicóptero de ataque TIGER. Ao mesmo tempo, pilotos de nações aliadas, sobretudo Suécia, Bélgica e Holanda, estão sendo treinados em helicópteros.

## Organização
O comandante da escola, geralmente no posto de brigadeiro-general, também é general da Força Aérea do Exército. A escola está dividida em:
- Pessoal
- Área de Ensino / Treinamento
- Grupo de ensino / treinamento
- Grupo de treinamento A (treinamento básico de piloto de helicóptero EC135 e treinamento de modelo NH90)
- Centro de simulador
- Grupo de treinamento B (cursos de carreira, treinamento técnico e pré-voo)
- Parte alemã Centro de treinamento alemão-francês Tiger (treinamento técnico Tiger)
- Parte alemã Centro de Treinamento em Aviação do Exército Alemão-Francês Tiger (DEU / FRA HFlgAusbZ Tiger) em Le Luc (França) (modelo de treinamento Tiger)
- Área de suporte
- Esquadrão de aeronaves NH90
- Esquadrão de operações de voo
- Centro de mídia comercial
- Oficina de treinamento Heer Bückeburg

## Unidades
| Nome da unidade                                 | Com base em                |
| ----------------------------------------------- | -------------------------- |
| Equipe do Quartel General                       | Bückeburg                  |
| Grupo de Instrução A (instrução de voo)         | Bückeburg                  |
| Grupo de Instrução B (instrução não voadora)    | Bückeburg                  |
| Centro de Treinamento C (instrução de voo)      | Celle                      |
| Esquadrão de Teste de Aviação do Exército 910 * | Bückeburg                  |
| Grupo de Pesquisa e Desenvolvimento             | Bückeburg                  |
| Departamento de Manutenção Técnica              | Bückeburg                  |
| Centro de Treinamento Franco-Alemão             | Le Luc - Cannet-des-Maures |

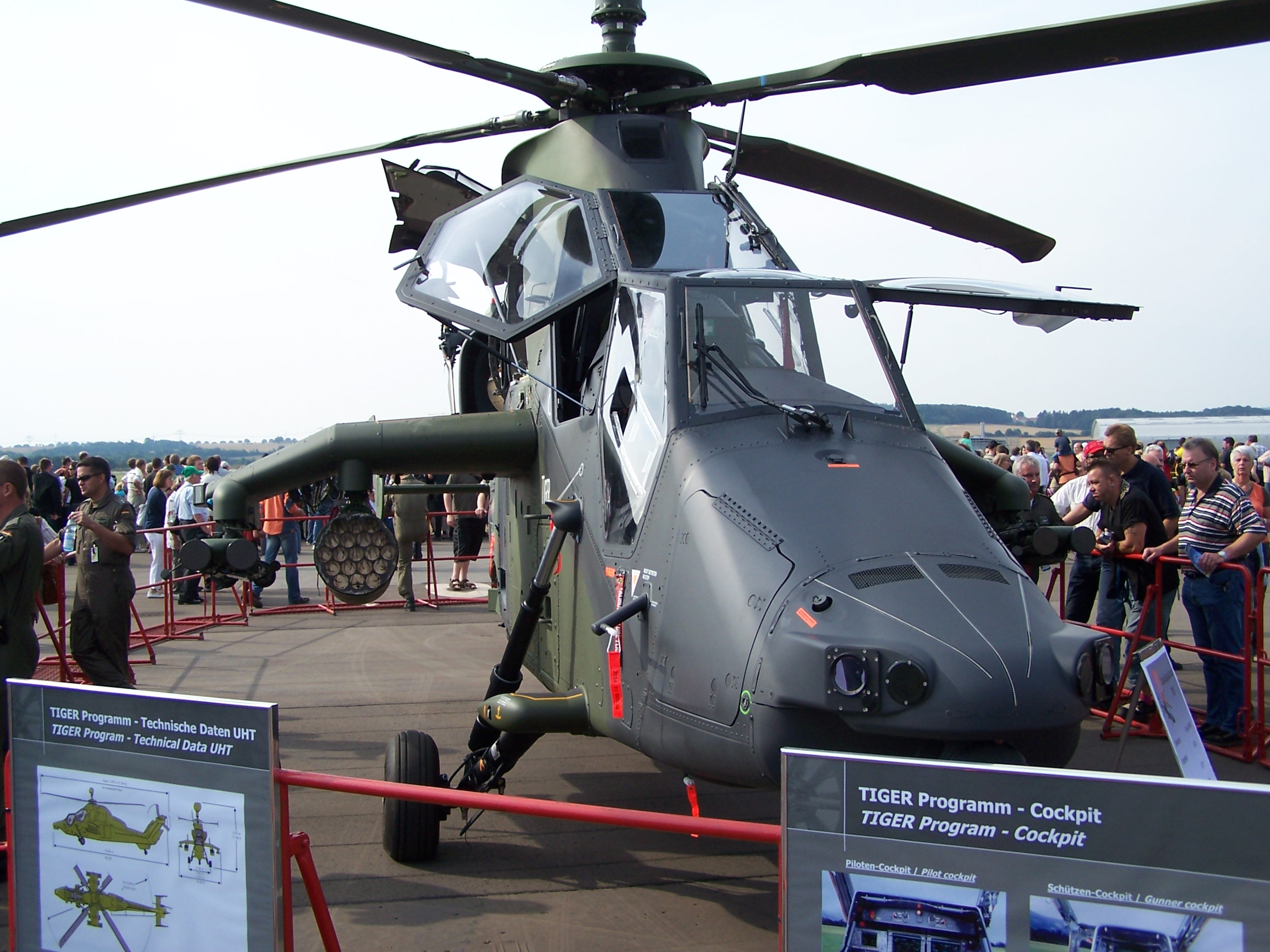
Eurocopter Tiger do Exército Alemão

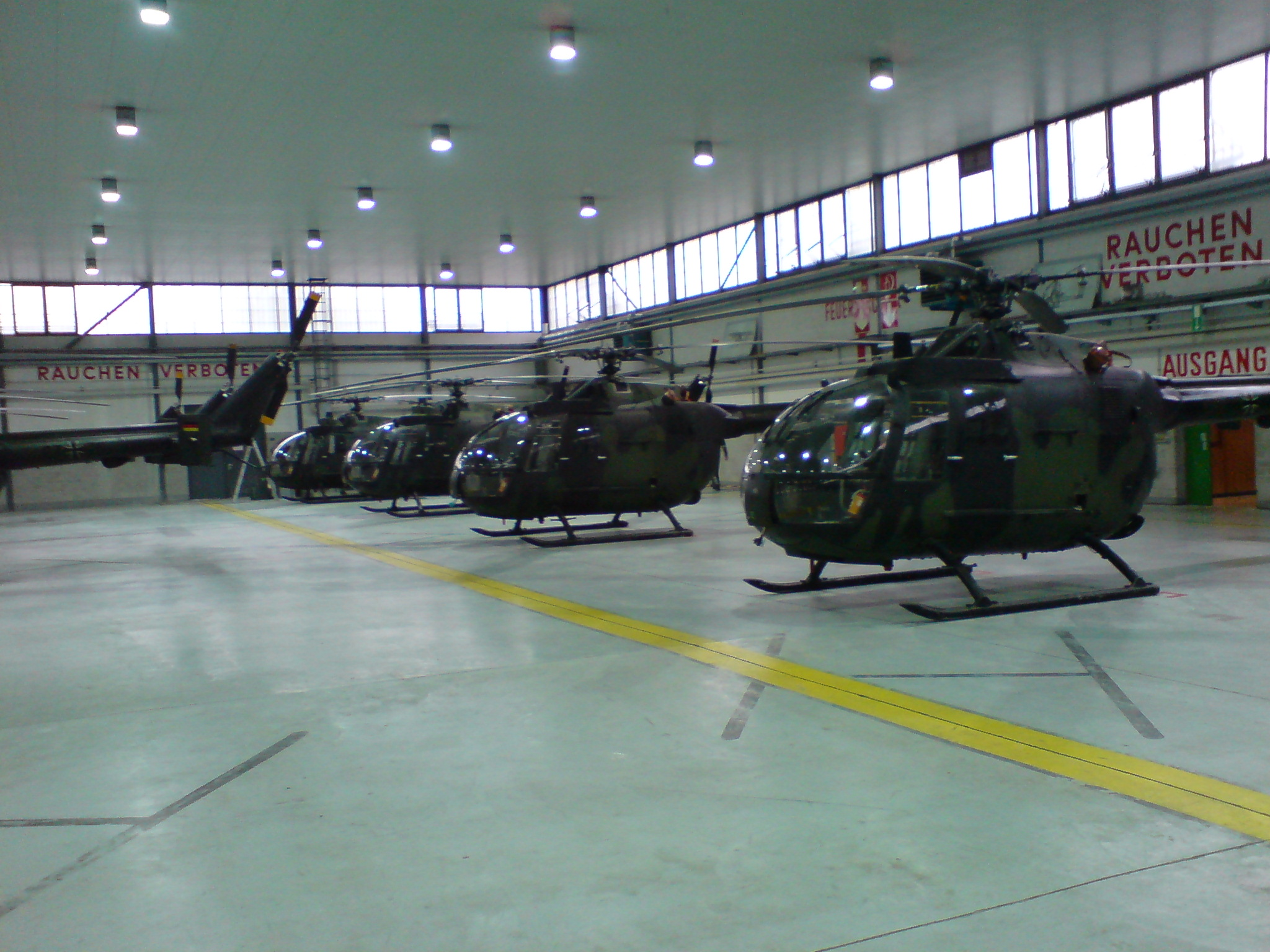
Helicóptero BO 105 do Exército Alemão em um hangar

* (dissolvido em 31 de dezembro de 2008)

## Centro de Simulação
Os simuladores do Centro do Simulação pode substituir as horas de voo reais. No edifício do simulador, existem 12 simuladores de missão completa que podem ser equipados com cockpits intercambiáveis EC 135, CH53 e UH-1D. Além disso, dois simuladores de NH90 da HFTS são operados em um segundo edifício.

## Oficina de treinamento Heer Bückeburg
A Oficina de treinamento Heer Bückeburg treina anualmente até 28 estagiários para a profissão de mecânico de aeronaves, especializada em tecnologia de manutenção, e 12 estagiários para a profissão de técnicos em eletrônica de aeronaves. Com até 160 locais de treinamento, a oficina de treinamento  Heer Bückeburg é um dos maiores da Bundeswehr e o maior estabelecimento de treinamento do distrito de Schaumburg.